# Irene Handl
Irene Handl (27 de dezembro de 1901 — 29 de novembro de 1987) foi uma atriz de personagem inglesa que apareceu em mais de uma centena de filmes britânicos.

## Biografia
Irene Handl nasceu em Maida Vale, distrito de Londres. Seus pais foram um banqueiro austríaco e sua esposa francesa.
Começou a atuar com a idade relativamente avançada, aos 36 anos, e estudou na escola de interpretação, dirigida pela irmã de Dame Sybil Thorndike.
Fez sua estreia no teatro de Londres em fevereiro de 1937 e ao longo de sua carreira, interveio em mais de 100 filmes britânicos, cumprindo funções de papel principalmente bem humorada, com personagens como ligeiramente excêntricas mães, avós, caseiros e empregadas domésticas.
Além de sua carreira como atriz, escreveu dois romances de sucesso: The Sioux (1965) e The Gold Tip Pfizer (1966).
Nunca se casou. Irene Handl faleceu, no bairro londrino de Kensington, em 1987. Foi cremada em Crematório de Golders Green (en).